# Jugureanu
Jugureanu – wieś w Rumunii, w okręgu Braiła, w gminie Ulmu. W 2011 roku liczyła 1048 mieszkańców.